# Pavel Ivan Tvarožek
Pavel Ivan Tvarožek (18. června 1907 Brezová pod Bradlom – 31. prosinec 1975 Brezová pod Bradlom) byl protifašistický bojovník.
Tvarožek sloužil vojnu jako letec; poté studoval na VŠE v Praze. Stal se účastníkem protifašistického odboje a slovenského národního povstání. Přišel na povstalecké území do Banské Bystrice (září 1944). Tam byl přiřazen k zásobování armády na pověřenectva výživy a zásobování. Po skončení války byl pracovníkem Slovenské národní rady, nicméně jeho politickou kariéru ukončil únorový převrat a příchod komunistů k moci.